# یواس‌اس مونانگاهلا (ای‌او-۴۲)
یواس‌اس مونانگاهلا (ای‌او-۴۲) (به انگلیسی: USS Monongahela (AO-42)) یک کشتی بود که طول آن ۵۲۰ فوت (۱۶۰ متر) بود. این کشتی در سال ۱۹۴۲ ساخته شد.